# Castelfranci
Castelfranci község (comune) Olaszország Campania régiójában, Avellino megyében.

## Fekvése
A megye keleti részén fekszik. Határai: Montemarano, Nusco, Paternopoli és Torella dei Lombardi. A település egy, a Calore Irpino folyó völgyére néző domb tetején épült. 

## Története
Nevének eredetére vonatkozóan hipotézis létezik: az első szerint a latin castrum francorum-ból származik (jelentése frank erőd), amely a középkorban itt letelepedett franciákra utal. Egy másik hipotézis a település nevének kialakulását a Delli Franci nemesi családnak tulajdonítja. Első említése a 9. századból származik. A következő századokban nemesi birtok volt. A 19. században nyerte el önállóságát, amikor a Nápolyi Királyságban felszámolták a feudalizmust.

## Népessége
A népesség számának alakulása:

## Főbb látnivalói
- a 15. századi Santa Maria del Soccorso-templom
- a 16. századi San Pietro-templom